# Héctor Grez Oyarzún
Héctor Grez Oyarzún (Linares, 12 de septiembre de 1905-¿?) fue un agricultor y político chileno, miembro del Partido Radical (PR). Se desempeñó como subsecretario del Interior de su país, durante los gobiernos de los presidentes Gabriel González Videla y Carlos Ibáñez del Campo.

## Familia y estudios
Nació en la comuna chilena de Linares el 12 de septiembre de 1905, hijo de Eduardo Grez y Palmira Oyarzún. Realizó sus estudios primarios en el Colegio San Pedro Nolasco y los secundarios en el Instituto de Humanidades Luis Campino. No cursó estudios superiores.
Se casó con Marta Olea D.

## Carrera profesional
Se dedicó a la agricultura en las localidades de Batuco y Renca por espacio de tres años. En 1929, durante el primer gobierno del presidente Carlos Ibáñez del Campo, se incorporó al Ministerio del Interior, repartición en donde hizo toda su carrera administrativa desempeñándose en numerosas comisiones; fue también, delegado del gobierno central en elecciones, visitas de inspección e instrucción de sumarios. En dicho año, además, se integró a las filas del Partido Radical (PR).
El 1 de junio de 1938, bajo el mandato del presidente liberal Arturo Alessandri, fue destinado en comisión a la inauguración del monumento al expresidente Manuel Bulnes, en Punta Arenas. Paralelamente, actuó como presidente ad honorem de la «Comisión de Inmigración».

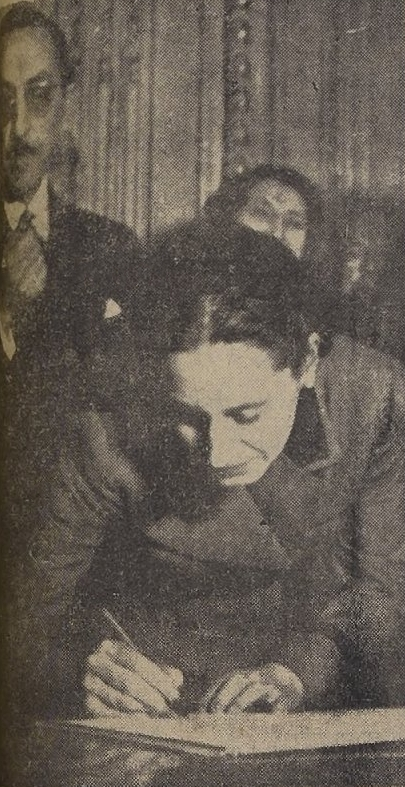
Héctor Grez Oyarzún presenciando, como subsecretario del Interior, el firmamento del decreto de nombramiento de la abogada Adriana Olguín como ministra de Justicia el 29 de julio de 1952, quien se convertía en la primera mujer ministra en Latinoamérica.

En el marco del inicio de la presidencia del también radical Gabriel González Videla, el 4 de noviembre de 1946, fue nombrado como titular de la Subsecretaría del Interior, cargo que mantuvo hasta el fin de la administración y en la seguida segunda presidencia de Ibáñez del Campo, hasta enero de 1953, retirándose desde entonces de la vida política.